# 256
256 (CCLVI) var ett skottår som började en tisdag i den julianska kalendern.

## Händelser

### Okänt datum
- Dura-Europos vid Eufrat överges.
- Valerianus inleder svåra förföljelser av kristna.
- Efter att ha förhärjat Balkanhalvön drar goterna vidare och invaderar Mindre Asien, varvid romarna förlorar Dakien.
- Frankerna korsar Rhen och alemannerna når Milano.
- Städer i Romarriket börjar uppföra murar, när gränsförsvaret börjar svikta.
- Goterna kommer fram till Thessaloníkis murar.
- I Afrika, blir romerska kolonisatörer massakrerade av berber.
- Den framtida kejsaren Aurelianus inspekterar och organiserar försvaret vid Rhen.
- En av synoderna i Kartago äger rum.

## Födda
- Arius, grundare av arianismen